# Stare Bogaczowice
Stare Bogaczowice is een dorp in het Poolse woiwodschap Neder-Silezië, in het district Wałbrzyski. De plaats maakt deel uit van de gemeente Stare Bogaczowice en telt 1300 inwoners.